# 12734 Haruna
12734 Haruna è un asteroide della fascia principale. Scoperto nel 1991, presenta un'orbita caratterizzata da un semiasse maggiore pari a 2,4173571 UA e da un'eccentricità di 0,1905642, inclinata di 13,36758° rispetto all'eclittica.